# パンクロニウム
パンクロニウム（Pancuronium）とはステロイド骨格を持つ神経筋接合遮断薬の一つである。商品名はミオブロック。一般には臭素と化合させた臭化パンクロニウムとして用いられる。かつては、気管挿管や手術時の筋弛緩目的で用いられたが、より作用時間が短く、調節性に優れるベクロニウムやロクロニウムに取って代わられた。
筋弛緩作用を持つため、手術を行いやすくする目的で麻酔薬と併用される。作用機序は運動神経終板のコリン作動性受容体とアセチルコリンとの結合を競合的に拮抗することによる。コリンエステラーゼ阻害薬が存在すると、シナプスにおけるアセチルコリン濃度が高まるため、パンクロニウムの拮抗作用は低下する。
アメリカでは薬物による死刑執行時に使用する薬物としても知られる。
日本では2012年3月末日に経過措置が廃止（販売中止）された。

## 作用機序
パンクロニウムは非脱分極性筋弛緩剤である。神経筋接合部のニコチン受容体でアセチルコリンを競合的に阻害する。また、神経節遮断作用による。わずかな交感神経刺激作用があり、心拍数が上昇する。非常に効果の強い筋弛緩薬であり、ED95（筋肉の収縮が95%減少する薬物用量）は60µg/kg体重に過ぎない。作用の発現は他の薬物に比べるとやや遅いが、これは投与開始量が少ない事による。効果が最大に発現するまでには3〜6分が掛かる。臨床効果（筋収縮力が25%未満になる）は約100分継続する。回復（筋収縮力が90%を超える）までには健常成人で120〜180分掛かる。パンクロニウムの効果は、ネオスチグミン、ピリドスチグミン、エドロホニウム等のコリンエステラーゼ阻害薬で部分的に打ち消される。

## 臨床開発
パンクロニウムは硬いステロイド環が2つの第四級アンモニウムイオンを隔てており、10原子分離れたアセチルコリン2分子を模倣する様に薬剤設計されている。デカメトニウムやスキサメトニウムも同じイオン間距離を有している。

## 医学での使用
パンクロニウムは手術中の筋弛緩効果を期待して全身麻酔に用いられたり、挿管や換気法の補助として用いられる。鎮静効果や鎮痛効果はない。
副作用としては若干の心拍数上昇とそれに伴う動脈血圧上昇・心拍出量増加、唾液過多、無呼吸および呼吸抑制、皮疹、発赤、発汗である。筋弛緩作用は重篤な疾患を惹起し、衰弱を蓄積させ得るので、パンクロニウムは、ICUで換気管理されている患者に対して長期間用いることは好ましくない。
ベルギーとオランダでは、パンクロニウムは安楽死に使用されている。チオペンタールで昏睡状態とした後、パンクロニウムで呼吸を停止させる。

## 死刑執行での使用

### 手順
米国の一部では死刑の形態の一つである薬殺刑に使用されている。

### 論争
すべての非脱分極筋弛緩剤と同様に、パンクロニウムは意識レベルには影響しない。従って、麻酔薬の使用量が不充分であると受刑者は覚醒するが叫び声を上げたり動いたりできない状態となり得る。一般の外科処置中にこの様な状態となり、民事訴訟に発展した例が複数あるが、それらの多くはパンクロニウムの使用量は通常通りで麻酔薬の量が足りないか使い方が不適切である。
アムネスティ・インターナショナルは、「受刑者の苦痛を隠す」ので、立会人には痛みがなく残酷でない様に見える方法であるとして薬殺刑に反対している。

## 犯罪での使用
2007年、GMCはアバディーン産科医院のスコットランド人新生児学者マイケル・マンロー（Michael Munro）が危篤状態の新生児2人に対してパンクロニウムを通常の23倍投与したと明らかにした。死の間際の数分間、2人は死戦期呼吸と酷い痙攣に苦しんだ。これは親が見るのは非常に悲惨であると思われる。マンローは両親に対して新生児の苦痛を和らげるが死を招く事を説明した後にパンクロニウムを注射した。どちらの場合も両親はその処置に満足していないと記録に残っている。
パンクロニウムはエフレン・サルディヴァーの大量殺人に使用された。
スキンハンターと呼ばれるポーランドの殺人鬼もパンクロニウムを使用した。
リチャード・アンジェロが1987年にニューヨークの善きサマリヤ人病院で10人以上の患者を殺害した時にも使用された。